# Everybody Got Their Something
Everybody Got Their Something è il quinto album studio della cantante Nikka Costa, pubblicato dalla Virgin Records nel 2001.

## Tracce
1. Like A Feather – 3:54
2. So Have I For You – 5:10
3. Tug Of War – 4:32
4. Everybody Got Their Something – 4:19
5. Nothing – 4:13
6. Nikka What? – 0:25
7. Hope It Felt Good – 3:52
8. Some Kind Of Beautiful – 3:04
9. Nikka Who? – 0:43
10. Just Because – 3:48
11. Push & Pull – 5:26
12. Corners Of My Mind – 5:46